# 長野市立篠ノ井西中学校
長野市立篠ノ井西中学校（ながのしりつしののいにしちゅうがっこう）は長野県長野市にある公立中学校。

## 所在地
長野県長野市篠ノ井布施五明380番地

## 沿革

### 年表
- 1963年（昭和38年）学校統合のため、篠ノ井市立共和、信里および塩崎の各中学校が廃止。篠ノ井市立西中学校を設置し、共和、信里および塩崎の中学校が同校の部校となる。
- 1966年（昭和41年）各部校を廃止して、共和、信里、塩崎、および通明中の西部地区の実質統合が行われた。開校式、第１回入学式。プールの完成に伴い、プール開きが行われる。校舎竣工落成式が挙行。長野市合併に伴い、長野市立篠ノ井西中学校となる。
- 1968年（昭和43年）第３回文化祭にて校歌発表披露会。焼却炉完成　火入れ式が行われる。
- 1971年（昭和46年）第６回文化祭が「銀河祭」と改名される。
- 1972年（昭和47年）中庭コンクリート通路、職員、生徒の手により舗装工事完成。
- 1975年（昭和50年）49年度卒業生記念「学校の位置を示す標石と築山」を体育館西入口に設置。開校10周年記念式典。生徒会歌発表披露会。[1]
- 1977年（昭和52年）本校舎、プール間の校庭舗装工事完成。
- 1988年（昭和63年）東体育館・プール竣工式および祝賀会実施。[2]
- 1990年（平成2年）第25回銀河祭に併せ、学校創立２５周年記念式典が行われる。
- 1992年（平成4年）学校週5日制実施　月1回第2土曜日休日。特別教室棟新築竣工式が行われる。
- 1994年（平成6年）特別教室棟（技術・家庭科棟、美術・音楽棟に接続）の落成。インターネット教育利用環境提供事業（100校プロジェクト）全国小中高100校の中の1校に指定される。
- 1995年（平成7年）中校舎（特別教室棟）の落成（保健室・特殊教室・音楽室・理科室）。30周年記念航空写真撮影。[3]
- 1996年（平成8年）全校奉仕作業（新校舎へ引っ越し作業開始）。開校30周年記念・竣工式典・祝賀会。新校舎使用開始。
- 2005年（平成17年）航空写真撮影。全校記念写真撮影。
- 2010年（平成2２年）仮設校舎への引っ越し。教室移動等。
- 2012年（平成24年）新校舎竣工記念式典。校舎改築記念航空写真撮影。[4]
- 2015年（平成27年）50周年記念航空写真撮影。50周年記念、記念誌の発行・石碑を設置。

## 教育目標
人権を尊び、自らが高い目あてを持ってたくましく生きる生徒の育成をめざす   

### 教育具体目標
- 礼儀正しく、人の気持ちを大切にする生徒（友愛）
- 自ら学び、すすんで発表する生徒（自主・自立）
- ねばり強く、集中してやりぬく生徒（自律、誠実）

## 校章
- 地域の要素を組み合わせ「しののい」を表現している。
- 菱形2つは、四角が2つで、語呂合わせのように「にし・西」を表す。
- 菱形は、リンゴ2つを組み合わせ、郷土産業と友愛・平和を表す。
- 菱形は、共和・塩崎・信里・篠ノ井の合併を表す。
- 菱形が組み合わされることにより、強固なスクラムを組み、友愛、団結、親和、連帯感を表す。

## 校歌
- 作詞：まど・みちお
- 作曲：飯沼信義

## アクセス
- 篠ノ井駅より徒歩10分

## 主な卒業生
- 中野希友未（長野朝日放送アナウンサー）

## 引用
1. ↑  “enkakushi”. www.nagano-ngn.ed.jp. 2020年1月26日閲覧。
2. ↑  “enkakushi”. www.nagano-ngn.ed.jp. 2020年1月26日閲覧。
3. ↑  “enkakushi”. www.nagano-ngn.ed.jp. 2020年1月26日閲覧。
4. ↑  “enkakushiindex”. www.nagano-ngn.ed.jp. 2020年1月26日閲覧。